# Igavik
Igavik (Ests voor Eeuwigheid) is een compositie van Erkki-Sven Tüür. Het is een toonzetting voor mannenkoor en kamerorkest van een gedicht van Doris Kareva. Het gedicht begint met de regel "Siis saab elu igavikuks, kui on ara mindud" (Ests voor "Het leven wordt eeuwig, wanneer we vertrekken"). Hij schreef het werk ter nagedachtenis van de toen overleden president Lennart Meri. Hij was in 1992 de eerste president van een vrij Estland, nadat het onafhankelijk was geworden van de Sovjet-Unie; hij bekleedde die functie tot 2001. De muziek is daarom wellicht enigszins behoudend voor deze Este componist.
De eerste uitvoering van dit werk vond plaats in de Tallinna Kaarli kirik te Tallinn tijdens de staatsbegrafenis op 26 maart 2006. Tõnu Kaljuste gaf leiding aan het Kamerorkest van Tallinn met leden van het Nationaal mannenkoor van Estland en het Philharmonisch kamerkoor van Estland.
Tüür orkestreerde het als volgt:
- mannenkoor
- 2 dwarsfluit, 2 klarinet, 1 fagot
- geen koperblazers
- pauken, percussie
- violen, altviolen, celli contrabassen